# Male Drage
Male Drage su naselje u Hrvatskoj u općini Brod Moravice. Nalaze se u Primorsko-goranskoj županiji.

## Zemljopis
Zapadno su Gornji Kuti, Zahrt, Moravička Sela, Delači i Vele Drage, jugozapadno su Lokvica, Čučak, Brod Moravice i Donja Dobra, sjeveroistočno su Razdrto i Radočaj.

## Stanovništvo
| broj stanovnika | 233   | 234   | 204   | 217   | 256   | 248   | 216   | 192   | 132   | 124   | 88    | 84    | 52    | 27    | 14    | 5     | 5     |
|                 | 1857. | 1869. | 1880. | 1890. | 1900. | 1910. | 1921. | 1931. | 1948. | 1953. | 1961. | 1971. | 1981. | 1991. | 2001. | 2011. | 2021. |